# Lohengrin (Nestroy)
Lohengrin, auch Oper der Zukunft, Lohengrin, ist eine musikalisch-dramatische Parodie in vier Bildern von Johann Nestroy. Das Stück parodiert die Oper Lohengrin von Richard Wagner, Nestroys zweites derartiges Stück nach der Travestie Tannhäuser.

## Inhalt
Mordigall, aufgestachelt von seiner Gattin Gertrude, bezichtigt Elsa des Brudermordes an Pafnuzi.  Sie soll ihn im Gebirge ermordet und die Leiche verschwinden haben lassen:
„In einer Nacht, feucht, neblig, kalt und düster,
Da gingen ins Gebirg‘ die zwei Geschwister, –
Da fand den Tod Pafnuzi – die Geschicht‘ wird immer düsterer –
Abmurxte die eigne Schwester ihren Bruder und ‚Geschwisterer‘.“ (Erstes Bild, erste Szene)
Elsa verteidigt sich vergeblich und ruft schließlich einen unbekannten Ritter zu Hilfe, der für sie in einem Gottesurteil gegen Mordigall kämpfen soll. Lohengrin kommt auf einem Wagen, der von einem Lamm gezogen wird, ihr zu Hilfe und ist zum Kampf bereit. Er besiegt Mordigall mit einem einzigen Hieb, ohne ihn jedoch zu töten. Elsa verspricht ihm dafür die Heirat, Lohengrin aber warnt sie:
„Geburtsort, Alter, Stand, Hantierung, Heimatschein,
Hat Paß von – und wie’s alle heißen, die Rubriken –
Wie um so was deinem Mund a Frag entschlüpft tut sein,
Dann muß ich fort und ’s kann ein andrer dich beglücken.“ (Erstes Bild, dritte Szene)
Gertrude und Mordigall schmieden Rachepläne, sie geben sich aber auch gegenseitig die Schuld an ihrer Niederlage:
Mordigall: „Du logst mir Elsas Tat, ob der ich mich geharnischt,
Und jetzt zeigt sich der ganze Brudermord als jar nischt.
Nur Du bist schuld!“
Gertrude: - - - - „Laß mich in’n Ruh’,
Lern’ lieber besser fechten du!
Ja, glotze mich nur an du feiger Schatz,
Dein Ritter-Renommee gehört der Katz’!“ (Zweites Bild, erste Szene)
Gertrude beschließt, Elsa den Floh ins Ohr zu setzen, sie müsse unbedingt den Namen ihres Retters herausbringen. Lohengrin kommt mit dem Gaugrafen vom nächtlichen Festgelage heraus in den Hof, um Elsa ins Brautgemach zu holen:
„Ich schwöre dir, daß ich noch nie ein Mädl sah, ein Mädl sah,
Das mir so sehr gefall’n wie du, o Edlsa, Edlsa, Edlsa – !“ (Zweites Bild, zweite Szene)
Als Mordigall ins Gemach stürmt, um Lohengrin zu ermorden, tötet ihn dieser endgültig. Nun hält Elsa es nicht mehr aus und beginnt ihn trotz seiner mehrmaligen Warnungen auszufragen. Deshalb nennt er gezwungenermaßen Elsa seinen Namen und erzählt die Gralsgeschichte:
„Hoch steht ein Zauberschloß auf einem Felsen,
Mitt’n in ein’n Feenhain, ganz ohne Gelsen. […]
Gral kommt von Gralawat und möglich is es,
Daß’n einst wer g’stohlen hat, man weiß nix g’wisses.“ (Viertes Bild, dritte Szene)
Jetzt muss Lohengrin Elsa verlassen, teilt ihr aber vorher noch mit, dass sein Schaf in Wirklichkeit ihr Bruder Pafnuzi ist, den Gertrude verhext hatte. Gertrude erdolcht sich, Elsa umarmt ihren zurückverwandelten Bruder und fällt in Ohnmacht, Lohengrin steigt in den nun von einem Geier gezogenen Wagen und entfernt sich. Betrübt singt der ganze Chor:
„Ach seht! Ach seht! Dort zieht er hin!
Der liebe, der gute, der brave Lohengrin!“ (Viertes Bild, vierte Szene)

## Werksgeschichte
Nestroys Lohengrin wurde ursprünglich anonym unter dem Titel Oper der Zukunft als Zweite Abteilung der Vorstellung Heerschau auf dem Felde der Parodie aufgeführt. Die Erste Abteilung war das Stück Posse der Gegenwart, die Dritte hieß Pantomime der Vergangenheit.
Die Wiener Erstaufführung von Wagners Oper Lohengrin fand am 19. August 1858 in der k.k. Hofoper (damals im Theater am Kärntnertor) statt, Nestroys Parodie im Carltheater wurde am 31. März 1859 erstmals gespielt. Der Autor spielte selbst die Titelrolle, Karl Treumann die Elsa; Alois Grois als Mark- und Gaugraf sowie Therese Braunecker-Schäfer als Gertrude waren ebenfalls im Ensemble.
Eine Originalhandschrift Nestroys mit dem Titel Lohengrin:Musikalisch-dramatische Parodie in vier Bieldern (sic!) ist erhalten. Es handelt sich um eine sorgfältige Reinschrift, in der nachträgliche Streichungen und Änderungen vorgenommen wurden, teils von Nestroys, teils von fremder Hand. Das Manuskript wird in der Handschriftensammlung der Wienbibliothek im Rathaus aufbewahrt.

## Zeitgenössische Rezeptionen
Das keineswegs abendfüllende Stück enttäuschte das Publikum und die Kritik. Die Rezeptionen waren deshalb durchgehend nicht sehr positiv.
Die Wiener Theaterzeitung von Adolf Bäuerle schrieb am 1. April 1859:
„Der ‚Lohengrin‘ hatte an der geistreich komponierten ‚Tannhäuser‘-Parodie eine gefährliche Vergangenheit. […] Eine Parodie kann der ‚Lohengrin‘ nicht genannt werden, weil er kein einziges Element der Parodie in sich aufgenommen hat. Der Gang der Handlung ist durchgängig der der Wagnerschen Oper. Es finden sich – was doch eigentlich der Fall sein sollte – weder die Motive noch die Handlung der Oper auf den Kopf gestellt.“
Im Wanderer vom selben Tage wurde die Publikumsreaktion deutlich beschrieben, das Ensemble jedoch sehr gelobt:
„Man soll die Erwartungen nie zu hoch spannen. Ein bis auf den letzten Platz besetztes Haus erwartete gestern noch nie dagewesene Wunderdinge, von Akt zu Akt wurde es bescheidener und gestand sich am Schlusse, daß es ein wenig ‚aufgesessen‘ sei.“
Das Fremden-Blatt, ebenfalls vom 1. April, beurteilte die Dekoration, die Kostüme und die Bühnentechnik  sehr positiv, fand jedoch ebenfalls wenig parodistische Spuren in Text und Musik; Die Presse (gleiches Datum), meint, die Original-Musik Wagners sei ebenso wenig amüsant, wie die Oper der Zukunft; im gleichen Ton berichtete die Vorstadtzeitung.
In der Ostdeutschen Post vom 2. April fand das Stück ebenfalls keine gute Aufnahme:
„Die ‚Oper der Zukunft, Lohengrin‘ entbehrt, wie wir schon angedeutet, zumindest der parodistischen Färbung, sowohl was Musik als auch Text anbelangt. […] Ihnen [den Darstellern]  sowie dem Helden des Abends, Herrn Lehmann, galten die Beifallsbezeugungen, die laut wurden, aber keineswegs dem Stücke.“

## Spätere Interpretationen
Helmut Ahrens urteilt, dass Nestroy mit dem Lohengrin „wie mit einem Seziermesser“ die größte Gefahr Wagnerischer Kunst freigelegt habe, nämlich in „Schwulst und reinem Wortgeklingel“ zu versinken.
Otto Rommel stellte 1952 fest, dass von den späten Einaktern Nestroys die beiden Parodien Tannhäuser und Lohengrin wegen der aktuellen Themenwahl am meisten Aufsehen erregt hätten, doch sei der Lohengrin „ausgesprochen schwach“ ausgefallen. Schon 1908 meinte er, das Werk gehöre „zu seinen [Nestroys] schwächsten Stücken“:
„Diese ‚Oper der Zukunft in vier Bildern‘ ist nichts als eine dem Gang des Originals von Szene zu Szene folgende Trivialisierung des Operntextes“.
W. Edgar Yates meint, dass die beiden Parodien Tannhäuser und Lohengrin, in der Zeit entstanden, wo Nestroy wegen seiner Direktorentätigkeit am Carltheater kaum mehr Zeit für eigene Werke hatte, als Auseinandersetzung des Schauspielers und Sängers mit der modernen („Zukunfts“-)Musik zu sehen wären. Beide seinen jedoch weder in Sprache und Stil, noch in der Werksidee auf hohem Niveau angesiedelt.